# Triencentrus bilobatus
Triencentrus bilobatus är en insektsart som beskrevs av Max Beier 1960. Triencentrus bilobatus ingår i släktet Triencentrus och familjen vårtbitare. Inga underarter finns listade i Catalogue of Life.